# Stone Street (Manhattan)
Stone Street est une rue du Financial District à New York.

## Situation et accès
Elle est située à Manhattan dans le quartier historique du Financial District.

## Origine du nom
Elle doit son nom actuel au pavage en pierres (Stone en anglais).

## Historique
Elle s'appelait autrefois « Brewers Street ». En 1660 elle était appelée « Brouwer Straet ». 
Elle a été divisée en deux parties par la construction de la tour Goldman Sachs dans les années 1980.